# Walker (Arizona)
Walker ist ein Populated Place im Yavapai County, Arizona, Vereinigte Staaten.
Walker liegt in den Bradshaw Mountains, in denen im 19. Jahrhundert Gold-, Silber- und Kupfervorkommen gefunden wurden. Prescott, der Verwaltungssitz des Yavapai County, liegt etwa 8 Meilen (12,9 km) nordwestlich von Walker.
Die Siedlung wurde nach Joseph R. Walker benannt, der die Gegend im Sommer 1863 mit einer Gruppe von Goldsuchern erforschte. In der Umgebung sind verschiedene weitere Objekte nach Joseph R. Walker benannt, darunter Walker Mountain, Walker Peak, Walker Basin und Walker Gulch.